# Canta e vinci
Canta e vinci è stato un programma televisivo italiano di genere quiz musicale, trasmesso nel periodo 2007-2008 da Italia 1, condotto da Amadeus e da Checco Zalone con la direzione orchestrale di Luca Orioli, coadiuvati da quattro ragazze: Claudia Alfonso (già ballerina televisiva, poi attrice in Centovetrine e Tutti pazzi per amore), Natalia Angelini (già modella e flirt di Eros Ramazzotti, poi tronista a Uomini e donne), Reda Lapaite (già valletta de Il processo di Biscardi) e Ludovica Leoni (nel 2010 concorrente de La pupa e il secchione). Il format è il primo adattamento italiano dello show statunitense in onda su Fox soprannominato Don't Forget the Lyrics!.
Il programma è tornato in onda con un nuovo adattamento dal 7 febbraio 2022 su Nove, condotto da Gabriele Corsi, col titolo Don't Forget the Lyrics! - Stai sul pezzo.

## Svolgimento
Ogni concorrente è chiamato a cantare al karaoke noti brani nazionali e internazionali, scegliendo prima una tra le dieci categorie più quella segreta che vale 250.000 €, poi una delle due canzoni appartenenti alla stessa categoria. Dopodiché, ad un certo punto della canzone la musica si ferma e il concorrente in gioco deve cercare di individuare il seguito della melodia, tentando di arrivare così al gradino più alto della scalinata, quello dei 250.000 euro (sullo stile di Chi vuol essere milionario?). Il concorrente può chiedere tre aiuti:
- Le 2 parole, la rivelazione di due parole a scelta della frase da indovinare;
- L'amico, la possibilità di interpellare un amico o un parente dei due presenti in studio;
- 3x1, la scelta di tre risposte alternative.

### Scala dei premi
- 250.000 €
- 50.000 €
- 30.000 €
- 20.000 €
- 10.000 €
- 5.000 €
- 4.000 € (somma garantita)
- 3.000 €
- 2.000 €
- 1.000 €

## Trasmissione
La puntata pilota del quiz è andata in onda martedì 18 dicembre 2007, riscuotendo un ottimo successo (12% di share), tale da portare a una serie di undici puntate iniziate domenica 16 marzo 2008, poi sospesa il 10 aprile 2008 a causa degli scarsi ascolti: le puntate rimanenti sono state mandate in onda in estate.

## Curiosità
A una puntata partecipò l'allora sconosciuto rapper napoletano Clementino, vincendo la somma di 30.000 €. Questa esperienza è raccontata dal rapper nella canzone Amsterdam, dall'album Mea culpa.